# Luculia grandifolia
Luculia grandifolia är en måreväxtart som beskrevs av Birenda Nath Ghose. Luculia grandifolia ingår i släktet Luculia och familjen måreväxter. Inga underarter finns listade i Catalogue of Life.